# Where have I been wrong (single)
Where have I been wrong is een single van The Cats uit 1970. De ballad werd door Piet Veerman geschreven en door hem begeleid met een terugkerend gitaarloopje dat hij samen met zijn achterneef Evert Veerman (Jash) ontwikkelde. Ook was hij de leadzanger van het nummer. Op de B-kant staat het nummer The greatest thing dat werd geschreven door Jaap Schilder.

## Hitnotering
Van de single werden in Nederland 121.000 exemplaren verkocht. De single stond veertien weken in de Nederlandse Top 40, waarvan negen weken in de top 3 en gedurende twee weken op nummer 1. In de Daverende 30 belandde de plaat eveneens op de eerste plaats. Het was de eerste nummer 1-hit die Piet Veerman schreef en de vierde nummer 1-hit, maar ook de voorlopig laatste van The Cats.

### Nederlandse Top 40
| Positie: | 12 | 3 | 3 | 2 | 2 | 1 | 1 | 2 | 2 | 2 | 6 | 11 | 24 | 38 | uit |

### NederlandseHilversum 3 Top 30
| Positie: | 25 | 5 | 3 | 3 | 1 | 1 | 1 | 1 | 3 | 3 | 8 | 9 | 24 | uit |

### BelgischeBRT Top 30
| Positie: | 21 | 16 | 15 | 6 | 7 | 11 | 17 | 21 | 21 | 26 | uit |

### VlaamseVoorloper van Ultratop 30
| Positie: | 30 | 17 | 14 | 11 | 9 | 10 | 20 | 28 | 28 | 22 | 30 | uit |

### NPO Radio 2 Top 2000
| Nummer met noteringen in de NPO Radio 2 Top 2000 | '00 | '01 | '02  | '03 | '04 | '05  | '06 | '07  | '08  | '09 | '10 | '11  | '12  | '13  | '14  | '15  |
| ------------------------------------------------ | --- | --- | ---- | --- | --- | ---- | --- | ---- | ---- | --- | --- | ---- | ---- | ---- | ---- | ---- |
| Where have I been wrong                          | 798 | 715 | 1057 | 873 | 981 | 1233 | 984 | 1130 | 1027 | 985 | 952 | 1261 | 1913 | 1444 | 1354 | 1759 |

1. ↑  Een vetgedrukt getal geeft de hoogste notering aan.
2. ↑  2000 was het eerste jaar met een notering voor dit nummer.
3. ↑  Deze tabel is bijgewerkt tot en met de laatste editie (2024).

### Evergreen Top 1000
| Evergreen Top 1000 "Where Have I Been Wrong" | Evergreen Top 1000 "Where Have I Been Wrong" | Evergreen Top 1000 "Where Have I Been Wrong" | Evergreen Top 1000 "Where Have I Been Wrong" | Evergreen Top 1000 "Where Have I Been Wrong" | Evergreen Top 1000 "Where Have I Been Wrong" | Evergreen Top 1000 "Where Have I Been Wrong" | Evergreen Top 1000 "Where Have I Been Wrong" | Evergreen Top 1000 "Where Have I Been Wrong" | Evergreen Top 1000 "Where Have I Been Wrong" | Evergreen Top 1000 "Where Have I Been Wrong" | Evergreen Top 1000 "Where Have I Been Wrong" | Evergreen Top 1000 "Where Have I Been Wrong" | Evergreen Top 1000 "Where Have I Been Wrong" | Evergreen Top 1000 "Where Have I Been Wrong" | Evergreen Top 1000 "Where Have I Been Wrong" | Evergreen Top 1000 "Where Have I Been Wrong" |
| Jaar                                         | 2008                                         | 2009                                         | 2010                                         | 2011                                         | 2012                                         | 2013                                         | 2014                                         | 2015                                         | 2016                                         | 2017                                         | 2018                                         | 2019                                         | 2020                                         | 2021                                         | 2022                                         | 2023                                         |
| -------------------------------------------- | -------------------------------------------- | -------------------------------------------- | -------------------------------------------- | -------------------------------------------- | -------------------------------------------- | -------------------------------------------- | -------------------------------------------- | -------------------------------------------- | -------------------------------------------- | -------------------------------------------- | -------------------------------------------- | -------------------------------------------- | -------------------------------------------- | -------------------------------------------- | -------------------------------------------- | -------------------------------------------- |
| Positie                                      | 273                                          | 956                                          | 945                                          | 945                                          | 920                                          | -                                            | 76                                           | 81                                           | 159                                          | 154                                          | 86                                           | 52                                           | 86                                           | 79                                           | 67                                           | 44                                           |